# Antoni Niewodowski
Antoni Niewodowski herbu Suchekomnaty – miecznik wiski w 1762 roku, skarbnik wiski w 1761 roku.
Syn Tomasza i Agnieszki Jeziorkowskiej, miał syna Józefa.
Elektor Stanisława Augusta Poniatowskiego z ziemi wiskiej w 1764 roku, poseł ziemi wiskiejna sejm elekcyjny 1764 roku.